# Akihiko Okamura
Akihiko Okamura (japonès: 岡村 昭彦, Okamura Akihiko) (Tòquio, 1929 - 24 de març de 1985) va ser un fotoperiodista japonès.

## Trajectòria
Els conflictes militars japonesos fins a la Segona Guerra Mundial van marcar significativament la seva infància. El juliol de 1965 es va fer conegut com a fotògraf als països occidentals quan la revista Life li va publicar un article de nou pàgines sobre el Viet Cong amb les seves fotografies. Aquell any va rebre un premi de la Societat Fotogràfica del Japó. En els anys següents va treballar com a fotoperiodista a la República Dominicana, Hawaii i Tahití. El 1968 es va traslladar amb la seva família a Irlanda del Nord per fer un reportatge fotogràfic del conflicte nord-irlandès i per rastrejar les arrels irlandeses de la família Kennedy.
Va ser testimoni de la guerra de Biafra i el 1971 va fotografiar el progrés de la guerra del Vietnam als territoris del sud i Laos. El 1985 va morir de sèpsia. Akihiko es va casar dues vegades i va tenir quatre fills. La periodista de la revista The Wild Word, Kusi Okamura, és la seva filla.
El 2014, el Museu Metropolità de Fotografia de Tòquio li va dedicar una exposició retrospectiva titulada All About Life and Death. Deu anys més tard, el 2024, el Museu Fotogràfic d'Irlanda va editar les seves fotos del conflicte nord-irlandès i li va dedicar una exposició.